# Distretto di Donggang
Il distretto di Donggang (东港区S, Dōnggǎng QūP) è un distretto della Cina, situato nella provincia dello Shandong e amministrato dalla prefettura di Rizhao.